# Bishoi de Nitria
San Bishoi o Paisios (Copto: Abba Pišoi; y griego: Όσιος Παΐσιος ο Μέγας; 320 – 417), conocido en la Iglesia copta ortodoxa  como la Estrella del Desierto y el Amado de nuestro Buen Salvador, fue un Padre del desierto egipcio. Se dice que vio a Jesús en una aparición y que su cuerpo se conserva hasta el día de hoy incorrupto en el Monasterio de San Bishoi  en el Desierto de Nitria, en Egipto. Es venerado por las Iglesias ortodoxas orientales y por las Iglesias Ortodoxas, en las que es conocido por la versión griega de su nombre, Paisios.

## Vida
San Bishoi nació el 320 en el pueblo de Shansa (Shensha o Shesna), actualmente en la Gobernación de Menufia, en Egipto. Era el menor de seis hermanos, débil y frágil. Su madre vio en una aparición a un ángel que le pedía entregar a Dios a uno de sus hijos y que eligió a Bishoi. Cuando la madre trató de ofrecer a uno de sus hijos más fuertes, el ángel insistió en que Bishoi era el elegido.
A la edad de veinte años, Bishoi se fue al desierto de Escete (Uadi Natrum) y se convirtió en monje bajo la dirección de San Pambo, quien también ordenó monje a San Juan el Enano. Cuando San Pambo murió, Bishoi fue guiado por un ángel al sitio del actual Monasterio de San Bishoi, donde vivió como un ermitaño. A partir de aquel momento, se convirtió en el padre espiritual de muchos de los monjes que se reunieron alrededor de él. Fue famoso por su caridad, su sabiduría, su sencillez y su bondad, así como por llevar una vida muy ascética. También fue famoso por su devoción a la reclusión y la tranquilidad. El ascetismo de Bishoi era muy exigente, hasta el punto de atarse con una soga los cabellos y las manos al techo de su celda para así poder aguantar sin dormirse durante sus oraciones nocturnas. Este ascetismo le hizo tan famoso que fue visitado por San Efrén de Siria.
Los coptos creen que Bishoi vio a Jesús en varias apariciones. En una ocasión, un viejo monje le pidió que le ayudara a subir una montaña y Bishoi lo cargó sobre sus hombros y lo subió, solo para descubrir que el viejo monje no era otro que Jesús. Este le dijo que, por la magnitud de su amor, su cuerpo no se corrompería. 
Se dice también que San Bishoi vio a Jesús en su monasterio. Cuando los hermanos de Bishoi se enteraron de que Jesús iba a visitarle, se reunieron para poder verlo. Poco antes, un anciano había pedido a los monjes que le ayudarán en su camino, pero no le hicieron caso. Cuando San Bishoi vio al anciano, le ayudó a volver a su habitación y le lavó los pies según la costumbre. El anciano se le reveló entonces como Jesús. 
Bishoi es conocido como defensor de la ortodoxia frente a las herejías. Habiendo oído hablar de un asceta en la montaña de Ansena (Antinoópolis) que enseñaba que el Espíritu Santo no existía, Bishoi fue a verle llevando una cesta con tres asas. Cuando el asceta le preguntó acerca de los motivos para poner tres asas en la cesta, Bishoi le respondió: "tengo una Trinidad y todo lo que hago es como la Trinidad". Tras mucho debatir sobre las Escrituras, tanto el Antiguo como  el Nuevo Testamento, el viejo asceta volvió a la ortodoxia .
San Bishoi ostenta también el título de "hombre perfecto".

## Muerte y reliquias
En 407/408, cuando los mazices invadieron el desierto de Escete, Bishoi huyó y se instaló en el monte de Ansena. Fue entonces cuando conoció a San Pablo de Tamma y los dos se hicieron muy buenos amigos. Mientras estuvo en el monte de Ansena, Bishoi construyó otro monasterio, el monasterio de San Bishoi en Deir el-Bersha, que sigue en pie hoy en día cerca de Mallawi. Bishoi falleció el 8 de epip (15 de julio) del 417.
El 13 de diciembre de 841 AD (4 de koiak), el Papa José I de Alejandría cumplió el deseo de San Bishoi y trasladó su cuerpo (así como el de San Pablo de Tamma) al Monasterio de San Bishoi en el desierto de Escete. Se dice que primero intentó trasladar únicamente el cuerpo de San Bishoi, pero cuando lo embarcó en una nave en el Nilo, esta se quedó inmóvil hasta que no embarcaron también el cuerpo de San Pablo de Tamma. Hoy en día, ambos cuerpos se encuentran en la iglesia principal de la iglesia copta ortodoxa del Monasterio de San Bishoi en el desierto de Nitria. Quienes lo han visto, cuentan que el cuerpo de San Bishoi permanece supuestamente incorrupto.

## Monasterios de San Bishoi
Actualmente hay tres monasterios en Egipto que llevan el nombre de San Bishoi:
- El Monasterio de San Bishoi en el Desierto de Nitria
- El Monasterio de San Bishoi en Deir el-Bersha, cerca de Mallawi
- El Monasterio de San Bishoi en Armant, al este de Armant
  - Debe advertirse que el Monasterio Rojo, cerca de Suhag, también recibe el nombre de un santo egipcio, San Bishai, que no debe confundirse con San Bishoi.